# Shayang
Shayang är ett härad som lyder under Jingmens stad på prefekturnivå i Hubei-provinsen i centrala Kina.